# Swahyawanah
Swahyawanah, jedan od gradova Cayuga Indijanaca koji se nalazio na sjeverozapadnom dijelu današnjeg Romulusa kod današnje Kendaie u okrugu Seneca u New Yorku. Selo je 1779 uništila vojska generala Sullivana. Spominje ga Frederick Cook u Jour. Sullivan Exped. (1887)
Swanton ga na svome popisu nema među Cayuga selima. 